# Dàlia
Les dàlies (Dahlia) són un gènere de plantes angiospermes de la família de les asteràcies (Asteraceae). Com a membre de la família de plantes dicotiledònies Asteraceae (nom sinònim: Compositae), entre els seus parents hi ha el gira-sol , margarida, crisantem i zinnia. Hi ha 49 espècies de dàlia, amb flors en gairebé totes les tonalitats (excepte el blau), amb híbrid comunament cultivat com a plantes de jardí.
Les dàlies eren conegudes pels asteques fins a la seva conquesta espanyola, després de la qual les plantes van ser portades a Europa. Els tubercles (alts en sucre) d'algunes varietats són de valor per als humans.

## Característiques
Són plantes perennes d'arrel tuberosa i flors esplèndides, originàries del Mèxic. N'hi ha unes 36 espècies i aproximadament 20.000 cultivars híbrids molt apreciades com a plantes de jardí i de test que s'han estès arreu del món.
Els asteques cultivaven les dàlies com a aliment i també per cerimònies i decoracions. Des del 1963 la dàlia és la flor nacional del Mèxic.
Les dàlies són importants com a font d'aliment de les erugues de moltes papallones, com la Phlogophora meticulosa, Korscheltellus lupulina, Hepialus humuli i Noctua pronuba.
El nom del gènere prové d'Anders Dahl, botànic suec del segle xviii. En japonès es coneix com a Tenjikubotan (天竺牡丹) que significa "peònia de l'Índia".
En hindi i urdu, la dàlia es coneix amb el nom de "belia" (बेलिया o بیلیا)

## Distribució
Aquesta planta es troba principalment a Mèxic, però algunes espècies es troben al sud fins al nord d'Amèrica del Sud. D. australis es troba almenys tant al sud com el sud-oest de Guatemala, mentre que D. coccinea i D. imperialis també es troben a parts d'⁣Amèrica Central i del nord d'Amèrica del Sud. Dahlia és un gènere de les terres altes i muntanyes, que es troba a elevacions entre 1.500 i 3.500 metres, en el que s'ha descrit com una zona de "bosc de pi i roure". La majoria de les espècies tenen abastos limitats escampats per moltes serralades de Mèxic.

## Ecologia
Els pol·linitzadors més comuns són les abelles i els petits escarabats.

### Plagues i malalties
Els llimacs i els cargols són plagues greus en algunes parts del món, especialment a la primavera, quan apareixen nous creixements a través del sòl. Els dermàpters també poden desfigurar les flors i el fullatge. Les altres plagues principals que es poden trobar són els pugons (generalment a les tiges joves i els cabdells florals immadurs), l'aranya roja (que provoca taques i decoloració del fullatge, pitjor en condicions de calor i seques) i els mírids (que produeixen contorsió i forats a les puntes de creixement). Les malalties que afecten les dàlies inclouen l'oïdi, floridura grisa (Botrytis cinerea), que es panseixi el verticilli, el carbó de la dàlia (Entyloma calendulae f. dahliae), la fitophthora i alguns virus vegetals. Les dàlies són una font d'aliment per a les larves d'algunes espècies de lepidòpters, incloent-hi phlogophora meticulosa, pharmacis lupulina, hepialus humuli i noctua pronuba.

## Cultiu
Les dàlies creixen de manera natural en climes que no experimenten gelades (els tubercles són resistents a la zona climàtica de resistència), per la qual cosa no estan adaptades per suportar temperatures sota zero. No obstant això, la seva naturalesa tuberosa els permet sobreviure als períodes de dormició, i aquesta característica significa que els jardiners de climes temperats amb gelades poden cultivar dàlies amb èxit, sempre que els tubercles s'aixequin del terra i s'emmagatzemen en condicions fresques però sense gelades durant l'hivern. Plantar els tubercles bastant profunds, entre 10 i 15 cm, també proporciona certa protecció. Quan estan en creixement actiu, els híbrids de dàlia moderns funcionen amb més èxit en sòls ben regats, però amb drenatge lliure, en situacions que reben molta llum solar. Els conreus més alts solen requerir algun tipus d'aixecament a mesura que creixen, i totes les dàlies de jardí necessiten anar-les podant regularment, un cop comença la floració.

### Classificació hortícola
Horticulturalment, la dàlia del jardí sol ser tractada com el cultigen D. variabilis hort, que tot i ser responsable de milers de cultius té un estat taxonòmic obscur. :41–42
El terme inadequat D. variabilis s'utilitza sovint per descriure les cultivars de Dahlia, ja que la filiació correcta continua sent fosca, però probablement implica Dahlia coccinea. El 1846, la Caledonia Horticultural Society of Edinburgh va oferir un premi de 2.000 lliures a la primera persona que aconseguís produir una dàlia blava. Això fins ara no s'ha assolit. Mentre que les dàlies produeixen antocianina, un element necessari per a la producció del blau, per obtenir un veritable color blau en una planta, l'antocianina delfinidina necessita sis grups hidroxi. Fins ara, les dàlies només n'han desenvolupat cinc, de manera que el més pròxim que s'ha aconseguit a un exemplar "blau" són les variacions de tonalitats malva, morades i liles.
A principis del segle xx, es van reconèixer una sèrie de tipus diferents. Aquests termes es basaven en la forma o el color, i la National Dahlia Society va incloure-hi molta fantasia a la seva guia de 1904. Moltes societats nacionals van desenvolupar els seus propis sistemes de classificació fins al 1962, quan el Congrés Internacional d'Horticultura va acordar desenvolupar un sistema reconegut internacionalment a la seva reunió de Brussel·les d'aquell any, i posteriorment a Maryland el 1966. Això va culminar amb la publicació el 1969 de The International Register of Dahlia Names per la Royal Horticultural Society, que es va convertir en l'autoritat central de registre.
Aquest sistema depenia principalment de la visibilitat del disc central, tant si era de centre obert com si només eren aparents flors de raig centralment (flor doble). Aleshores, els conreus de doble floració es van subdividir segons la forma en què es plegaven al llarg del seu eix longitudinal: planes, evolvents (enrotllades cap a dins) o revoltes (enrotllades cap enrere). Si l'extrem de la flor del raig estava dividit, es consideraven fimbriats. A partir d'aquestes característiques, es van definir nou grups més un desè grup miscel·lani per a qualsevol cultivar que no s'ajustés a les característiques anteriors. Les dàlies fimbriades es van afegir el 2004,  i dos grups més (orquídia simple i doble) el 2007. L'últim grup que es va afegir, de les peònies, va aparèixer per primera vegada el 2012.
En molts casos, el diàmetre de la floració es va utilitzar per etiquetar encara més determinats grups, des de miniatura fins a gegants. Aquesta pràctica es va abandonar el 2012.
Actualment, hi ha més de 57.000 cultivars registrats, que estan registrats oficialment a través de la Royal Horticultural Society (RHS). El registre oficial és The International Register of Dahlia Names 1969 (reimpressió de 1995) que s'actualitza amb suplements anuals. El registre original de 1969 va publicar al voltant de 14.000 cultivars, afegint-ne 1.700 més el 1986 i el 2003 n'hi havia 18.000. Des de llavors s'afegeixen un centenar de nous cultivars anualment.
La classificació oficial de la RHS enumera catorze grups, agrupats per tipus de flor, juntament amb les abreviatures utilitzades per la RHS.  

## Taxonomia

### Espècies
Dins del gènere Dahlia es reconeixen les 41 espècies següents:
- Dahlia apiculata (Sherff) P.D.Sørensen
- Dahlia atropurpurea P.D.Sørensen
- Dahlia australis (Sherff) P.D.Sørensen
- Dahlia brevis P.D.Sørensen
- Dahlia calzadana Villaseñor & Redonda-Mart.
- Dahlia campanulata Saar, P.D.Sørensen & Hjert.
- Dahlia coccinea Cav.
- Dahlia congestifolia P.D.Sørensen
- Dahlia cordifolia (Sessé & Moc.) McVaugh
- Dahlia cuspidata Saar, P.D.Sørensen & Hjert.
- Dahlia dissecta S.Watson
- Dahlia excelsa Benth.
- Dahlia foeniculifolia Sherff
- Dahlia hintonii Sherff
- Dahlia hjertingii H.V.Hansen & P.D.Sørensen
- Dahlia imperialis Roezl ex Ortgies
- Dahlia linearis Sherff
- Dahlia macdougallii Sherff
- Dahlia merckii Lehm.
- Dahlia mixtecana J.Reyes, Islas & Art.Castro
- Dahlia mollis P.D.Sørensen
- Dahlia moorei Sherff
- Dahlia neglecta Saar
- Dahlia parvibracteata Saar & P.D.Sørensen
- Dahlia pinnata Cav.
- Dahlia pteropoda Sherff
- Dahlia pugana Aarón Rodr. & Art.Castro
- Dahlia purpusii Brandegee
- Dahlia rudis P.D.Sørensen
- Dahlia rupicola P.D.Sørensen
- Dahlia scapigera Knowles & Westc.
- Dahlia scapigeroides Sherff
- Dahlia sherffii P.D.Sørensen
- Dahlia sorensenii H.V.Hansen & Hjert.
- Dahlia spectabilis Saar & P.D.Sørensen
- Dahlia sublignosa (P.D.Sørensen) Saar & P.D.Sørensen
- Dahlia tamaulipana J.Reyes, Islas & Art.Castro
- Dahlia tenuicaulis P.D.Sørensen
- Dahlia tenuis B.L.Rob. & Greenm.
- Dahlia tubulata P.D.Sørensen
- Dahlia wixarika Art.Castro, Carr.-Ortiz & Aarón Rodr.

### Sinònims
Els següents noms científics són sinònims de Dahlia:
- Sinònims homotípics

- Georgina Willd.

- Sinònims heterotípics

- Georgia Spreng.

## Galeria

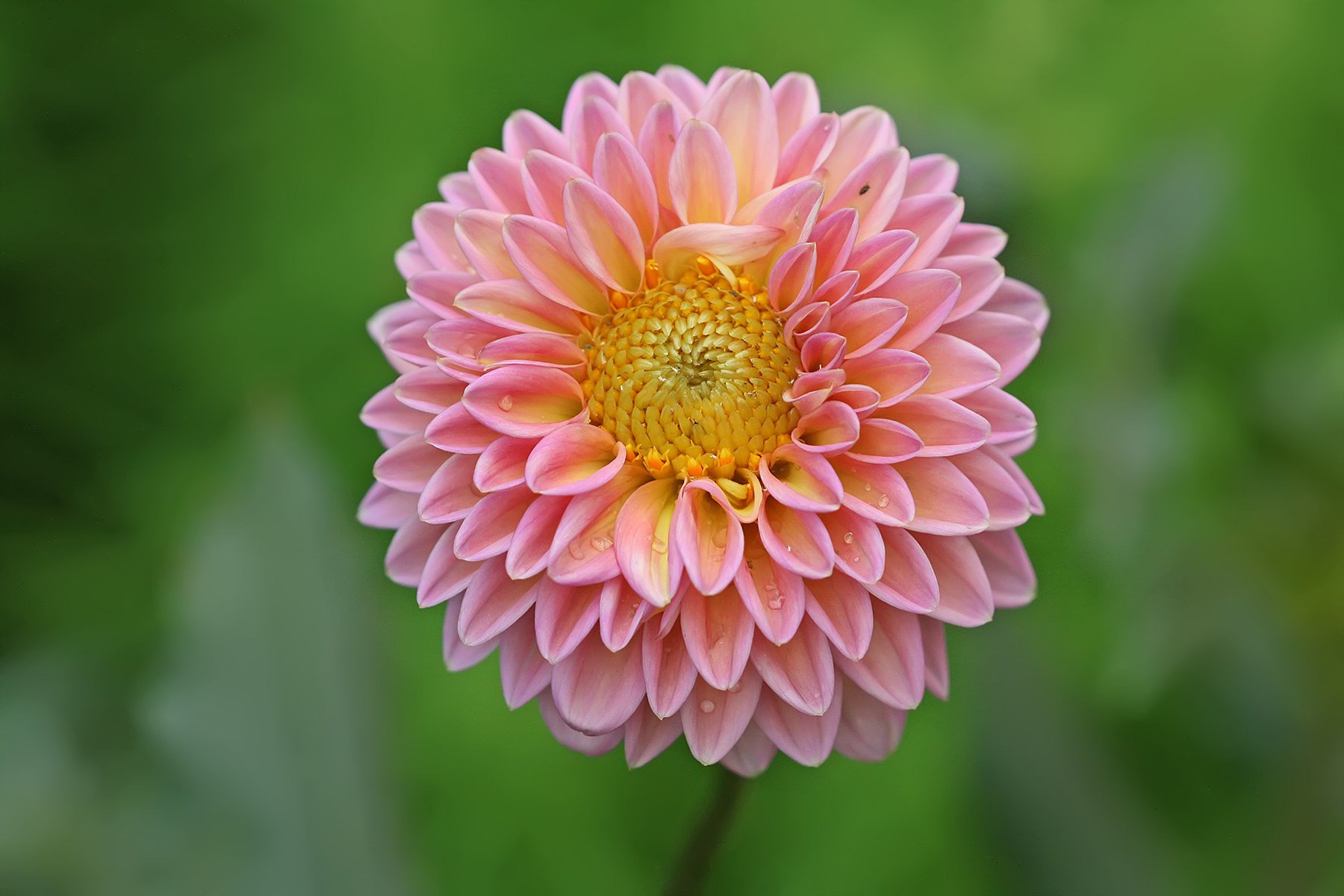
Dahlia x hybrida
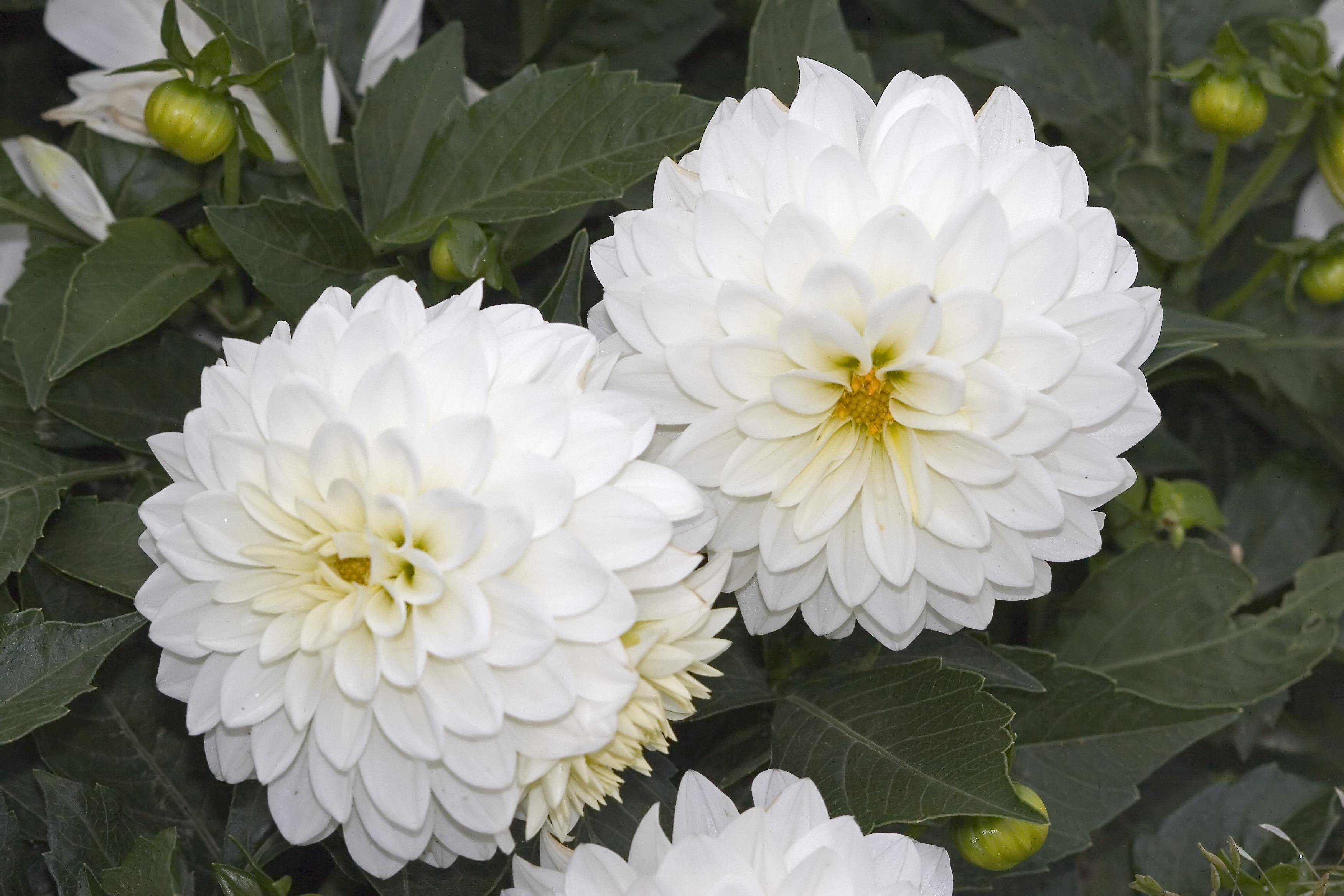
Dàlia "Aspen"
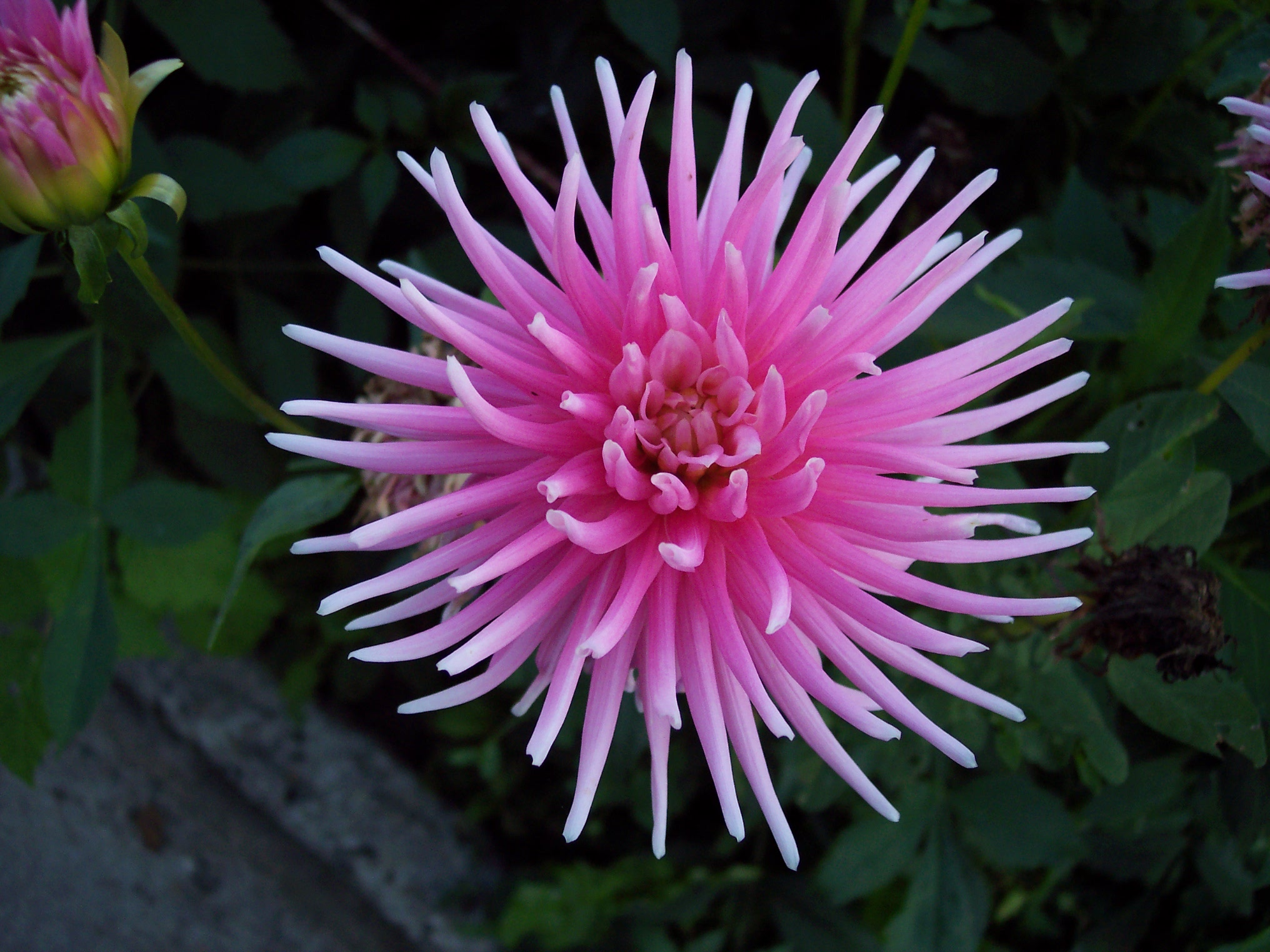
Híbrid de dàlia
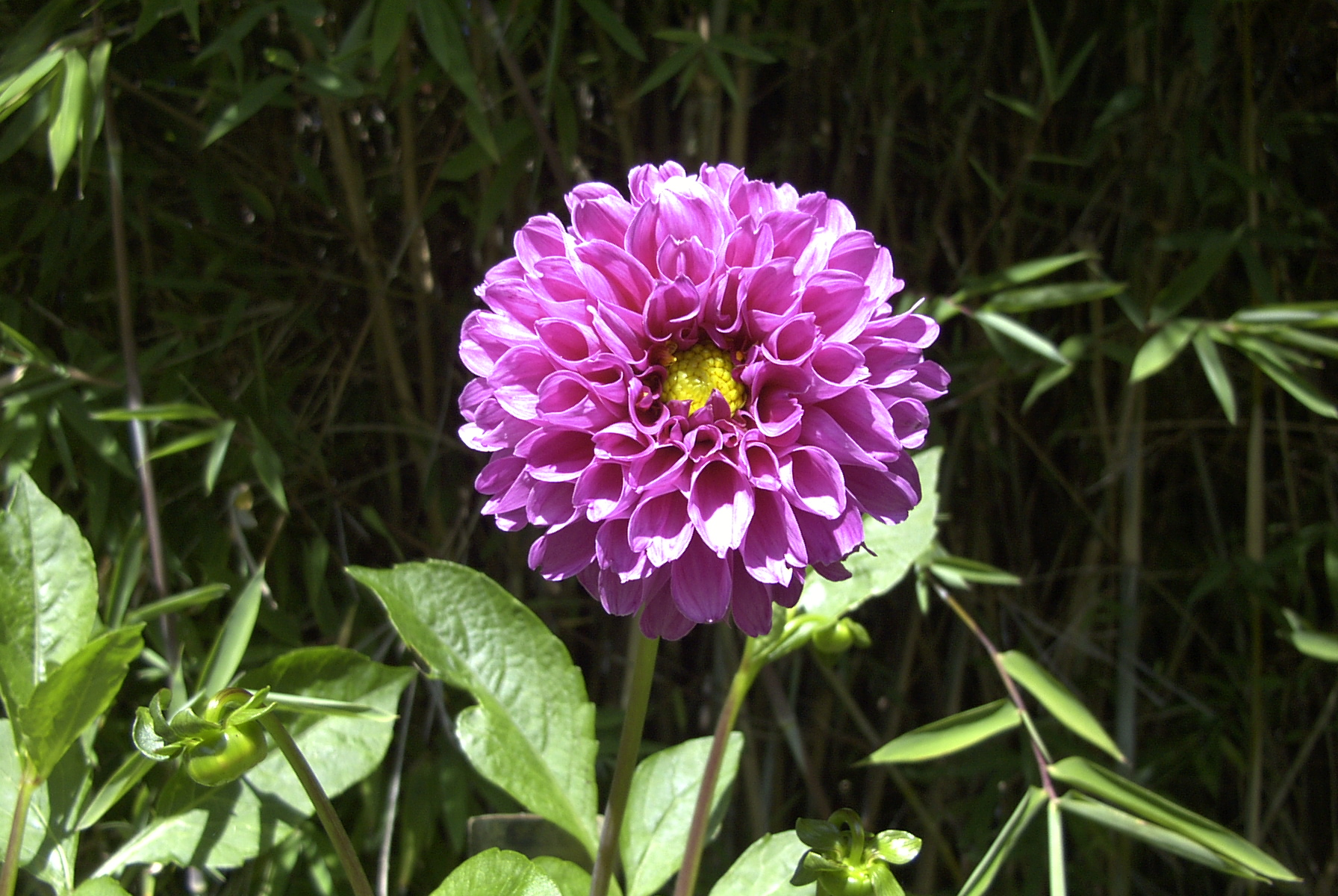
Híbrid de dàlia
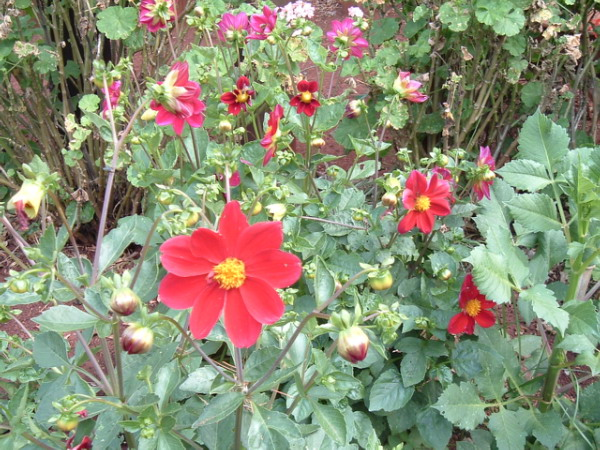
Dahlia × pinnata
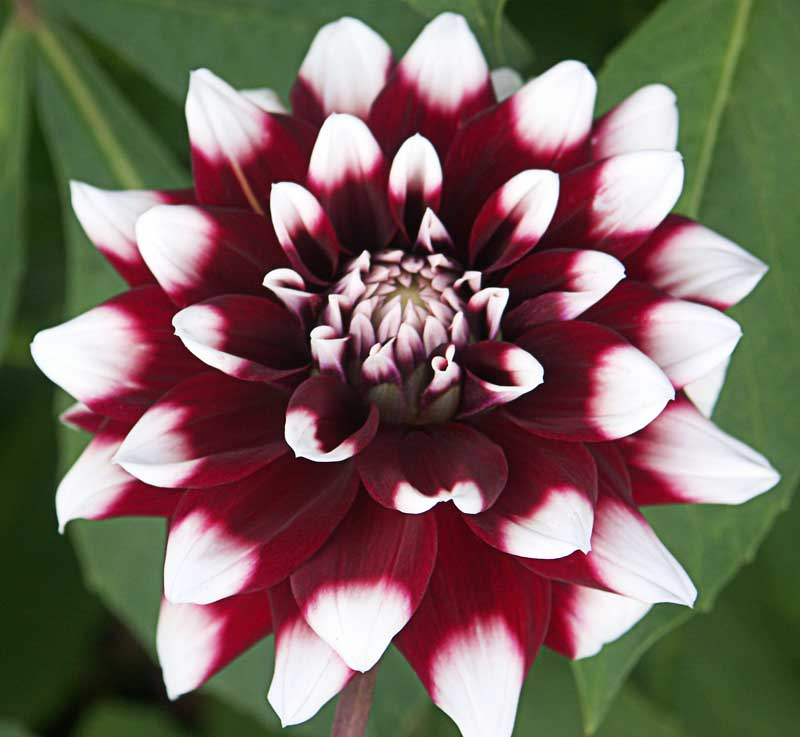
Dàlia "Duet"
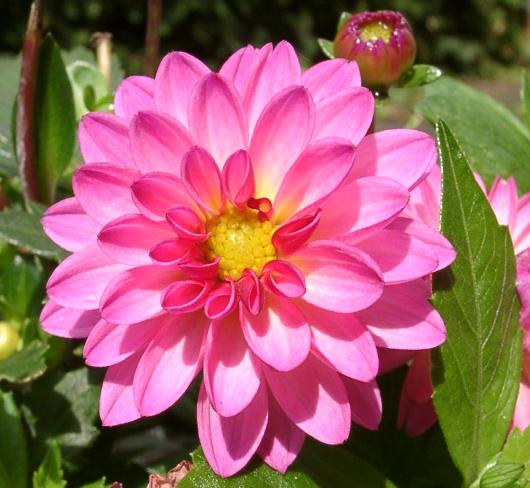
Dahlia 'Dahlstar Sunset Pink'
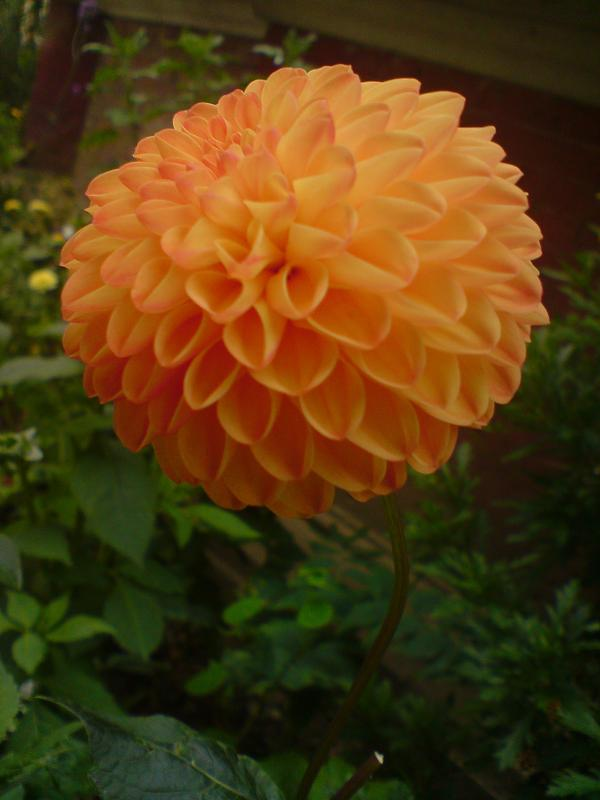
Dàlia a Kew
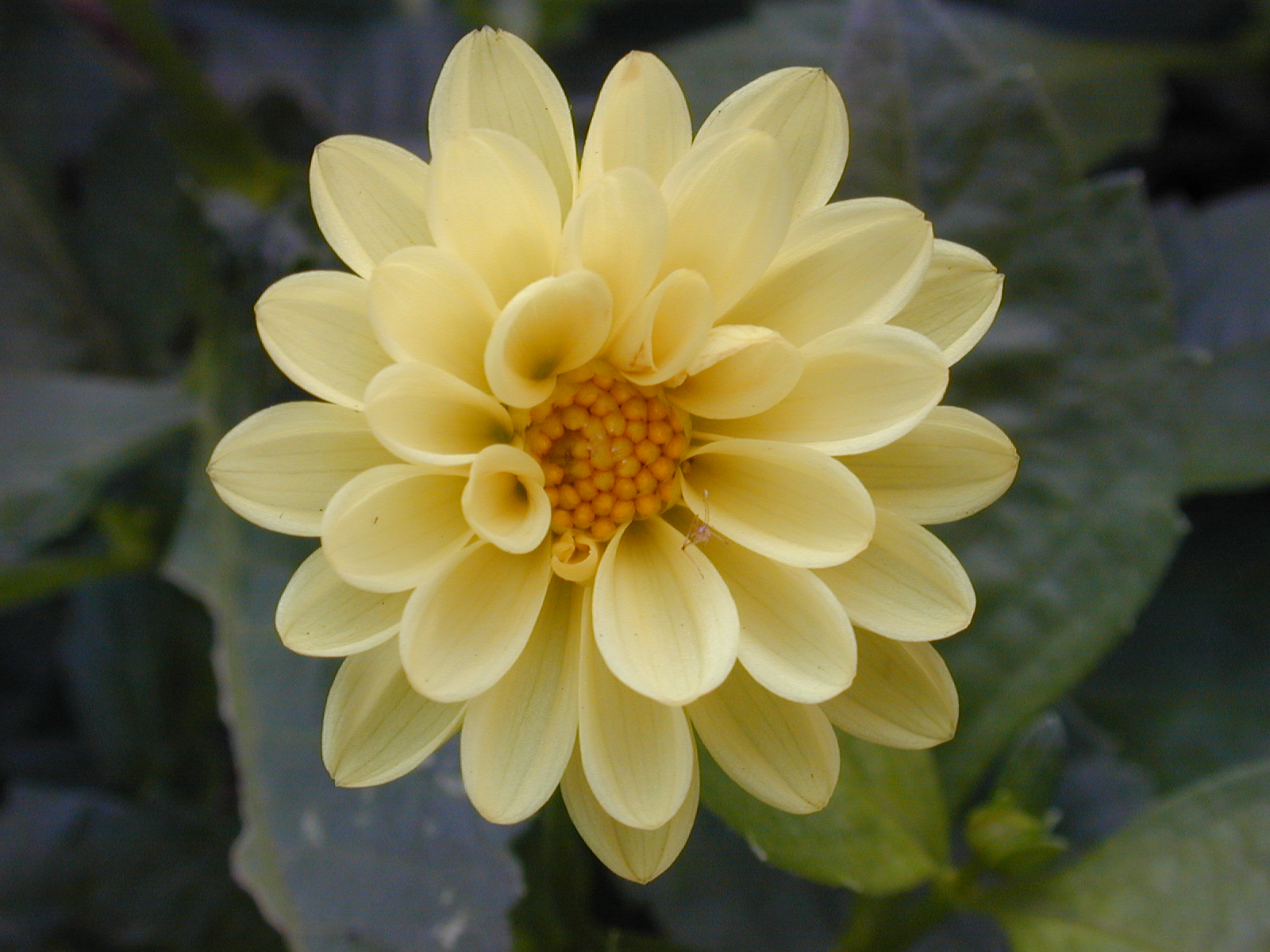
Dàlia groga
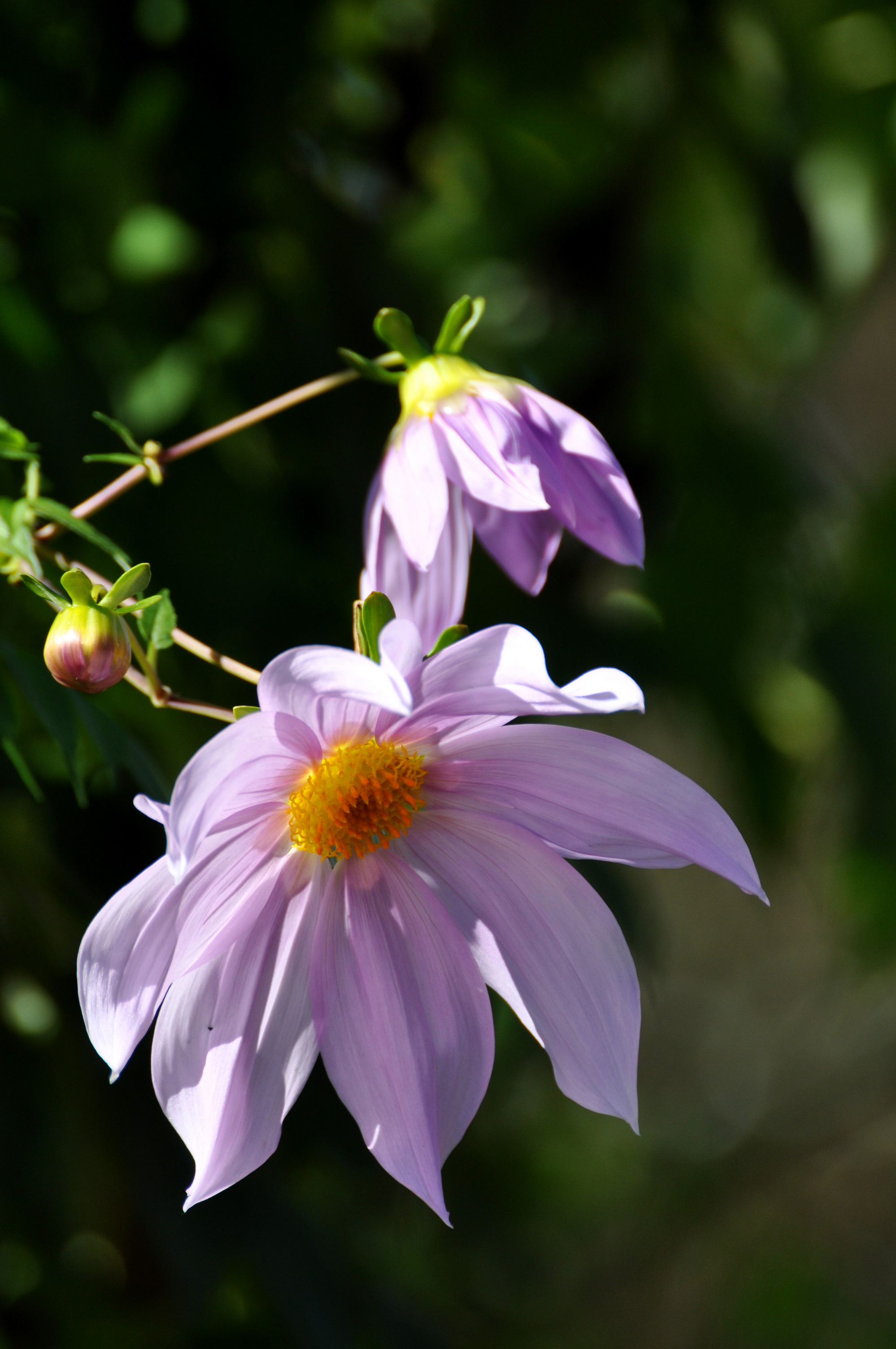
Dàlia imperial (Dahlia imperialis)
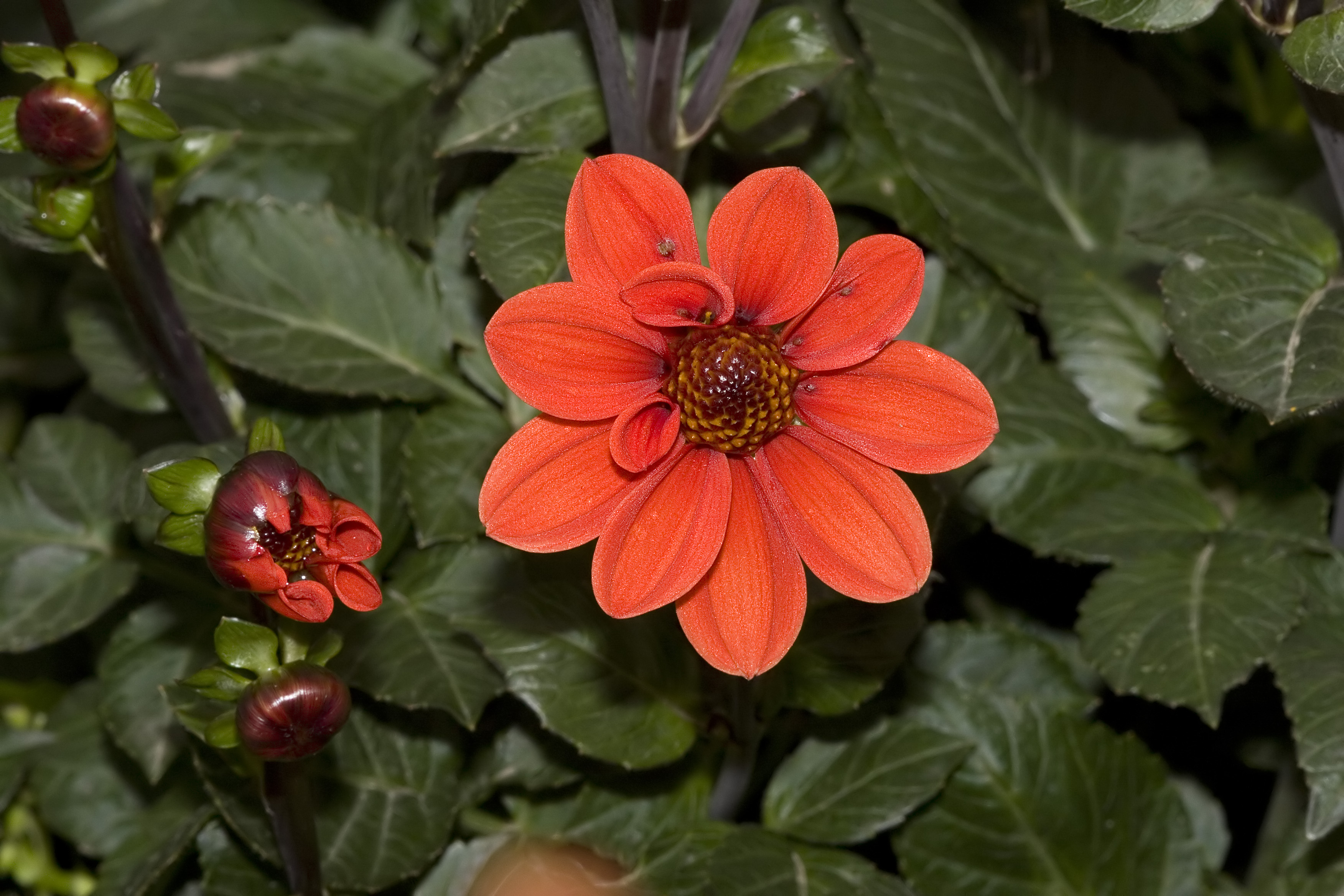
Dahlia "Bali".
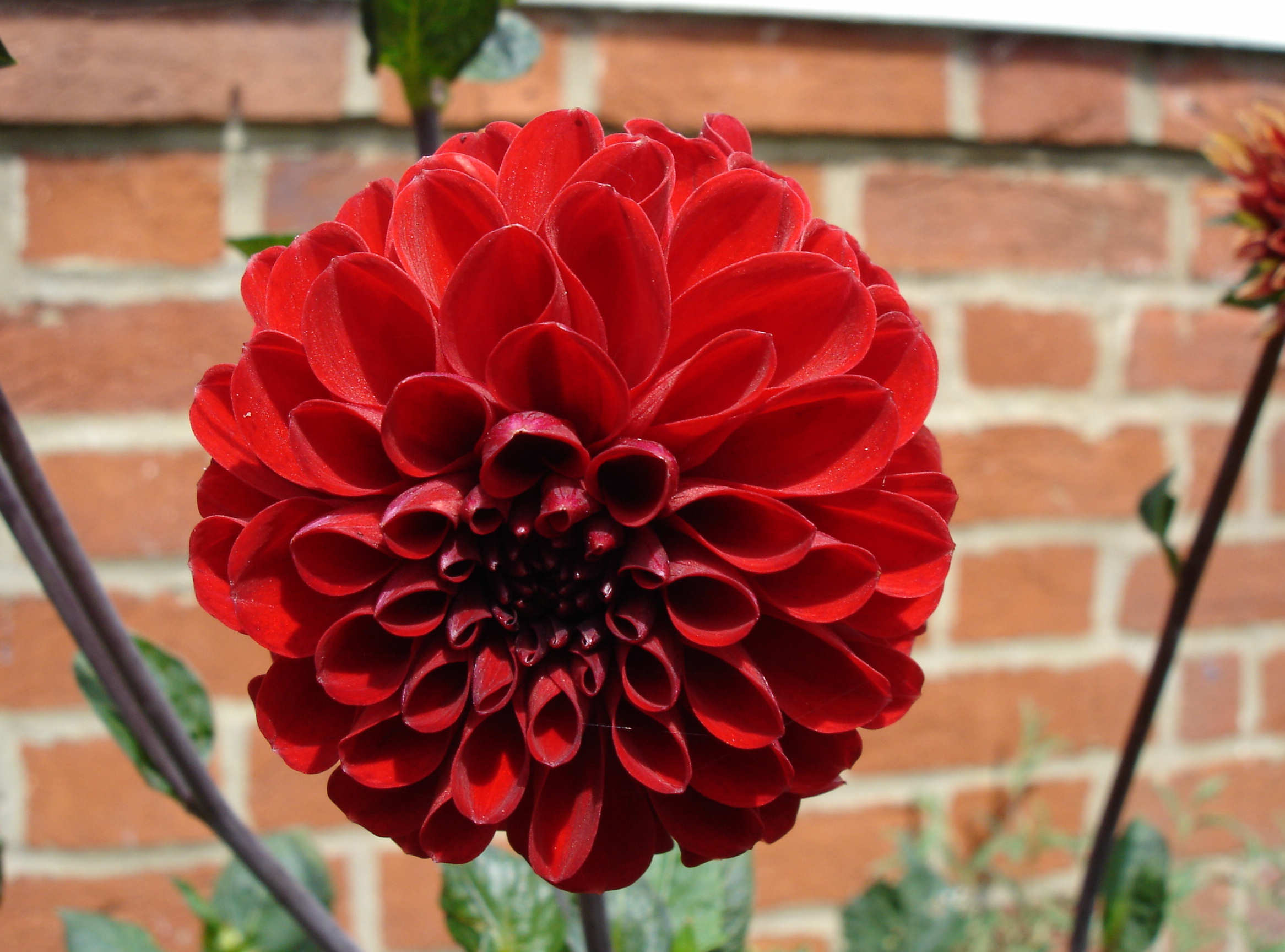
Dahlia pom pom
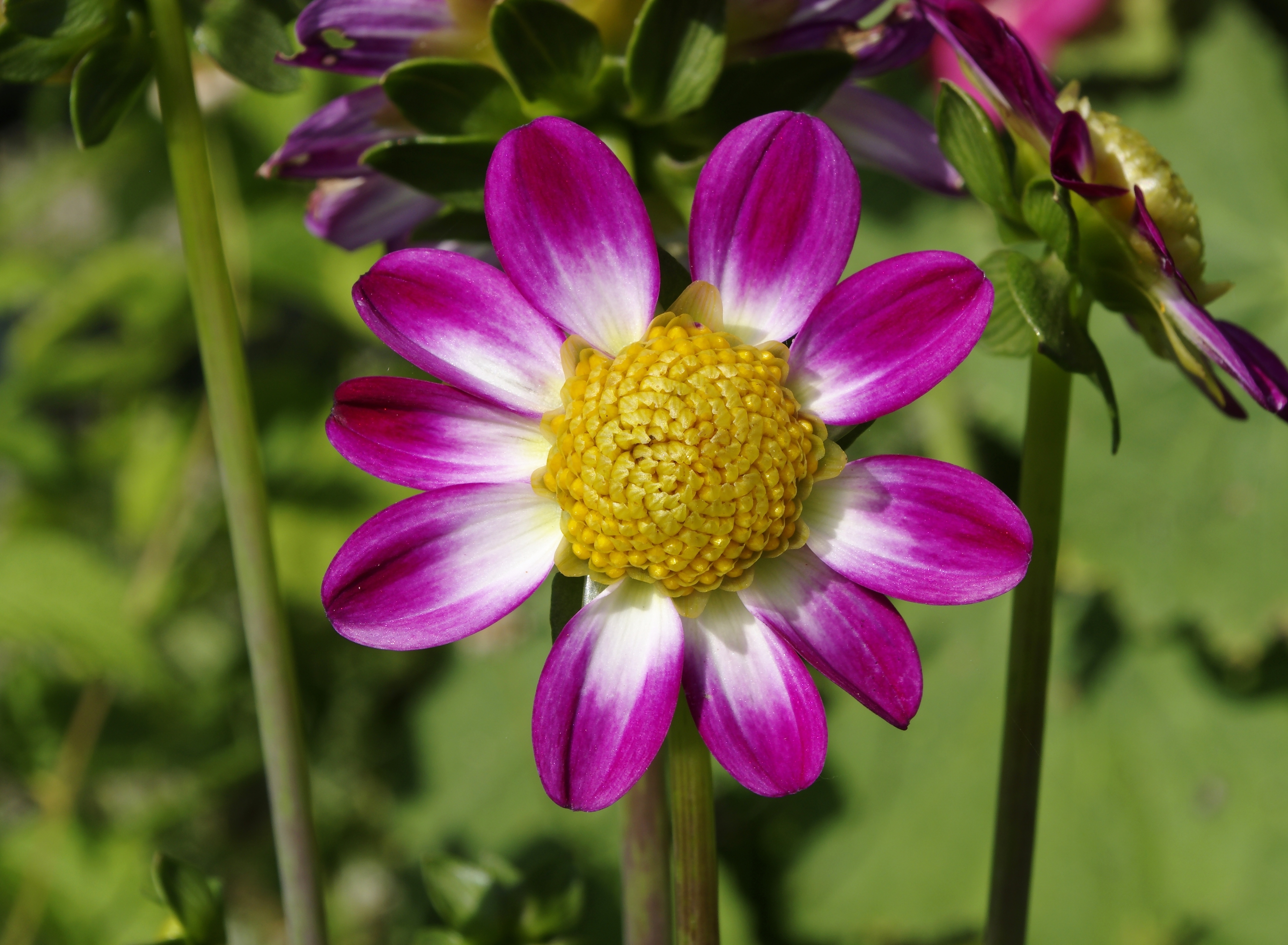
Dahlia variabilis

### Articles
- Harshberger, John W. «The Native Dahlias of Mexico». Science, vol. 6, 155, 17-12-1897, pàg. 908–910. Bibcode: 1897Sci.....6..908H. DOI: 10.1126/science.6.155.908. JSTOR: 1623914. PMID: 17740849.
- Sherff, Earl Edward, 1951: Epiphytum, a new section of the genus Dahlia Cav. Bot Leaflets: 4,21
- Hansen, H. V. «Simplified keys to four sections with 34 species in the genus Dahlia (Asteraceae-Coreopsideae)». Nordic Journal of Botany, vol. 24, 5, 2004, pàg. 549–553. DOI: 10.1111/j.1756-1051.2004.tb01639.x.
- Saar, Dayle Ellyn. A phylogenetic analysis of the genius Dahlia (asteraceae): An interdisciplinary study. Ph D Thesis, Northern Illinois University, 1999
- Whitley GR «The medicinal and nutritional properties of Dahlia spp». J Ethnopharmacol, vol. 14, 1, 9-1985, pàg. 75–82. DOI: 10.1016/0378-8741(85)90031-5. PMID: 3910964.
- Weland, Gerald. «The Alpha-Omega of Dahlias».   American Dahlia Society. [Consulta: 2 juliol 2015].

### Societats
- RHS. «Royal Horticultural Society», 2015. [Consulta: 19 juny 2015].
  - Dahlia
- «National Dahlia Society (U.K.)», 2011. Arxivat de l'original el 7 June 2015. [Consulta: 17 juny 2015].
  - Dahlia species; The National Dahlia Society (U.K.)
- «The American Dahlia Society». [Consulta: 17 juny 2015].
- «National Dahlia Society Of New Zealand». [Consulta: 17 juny 2015].